# ラコニア県

ラコニア県
Περιφερειακή ενότητα Λακωνίας測地系: 北緯36度55分 東経22度40分 / 北緯36.917度 東経22.667度座標: 北緯36度55分 東経22度40分 / 北緯36.917度 東経22.667度

ラコニア県（ラコニアけん、Λακωνία / Lakonía ; 英: Laconia）は、ギリシャ共和国のペロポネソス地方を構成する行政区（ペリフェリアキ・エノティタ）のひとつ。ペロポネソス半島南部に位置する。県都スパルティは、古代の有力都市国家スパルタの故地に建設された都市である。

## 名称
県名となっているラコニア（Λακωνία / Lakonía）は、ペロポネソス半島南部の地方名で、古代ギリシャ語の発音に従えばラコーニア（Λακωνία / Lakōnía）。有力都市国家スパルタ（ラケダイモーン）が所在した土地で、ラケダエモニア あるいは ラケデモニア（Λακεδαιμωνία / Lakedaimonía ; 英: Lacedaemonia）とも呼ばれる。

## 地理

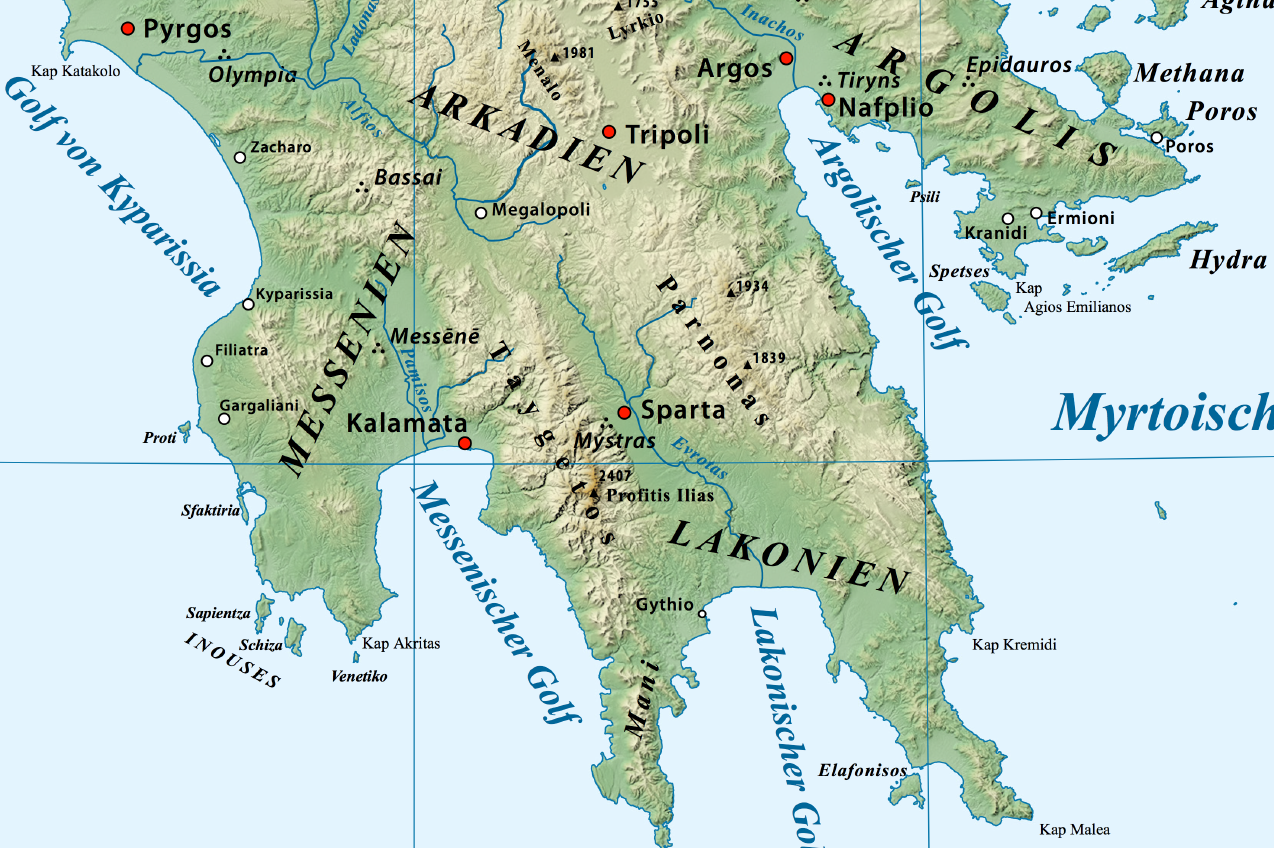
ラコニア県周辺の地形（ドイツ語）

### 位置・広がり
地理的なペロポネソス半島および行政区画としてのペロポネソス地方の南部に位置する、ギリシャ本土では最南端の県である。ラコニア県の西はタイゲトス山脈を隔ててメッシニア県、北にはアルカディア県に、それぞれ接している。
東はミルト海（エーゲ海の一部）に臨み、南は地中海に面している。地中海に突きだした2つの半島、西のマニ半島と東のマレア岬半島に挟まれた海はラコニア湾と呼ばれる。
ラコニア県の南側には、キティラ島とアンティキティラ島が浮かんでいるが、これらはアッティカ地方の諸島県に属する。

### 地勢
ラコニア県を貫いてエヴロタス川が流れる。県最長であるこの川の流域は農業地帯となっている。中上流域のエヴロタス谷はリフトバレー（地溝）である。下流域の沿岸部にはラコニア平野がひらかれている。
県域の西、メッシニア県との県境にはタイゲトス山脈が走っている。中世には「パンタダクティロス（5本の指）」の名で知られた山脈である。プロフィティス・イリアス（Profitis Ilias, 2,407m）はペロポネソス半島の最高峰で、主に松の木が生い茂っている。タイゲトス山脈が地中海に突き出した形の半島がマニ半島で、先端はテナロ岬（マタパン岬）である。
県域の東にはパルノナス山脈が連なっており、最高峰は Megali Tourla （1,961 m）である 。パルノナス山脈に続く地形の隆起は、マレア岬半島を形成している。
- エヴロタス川
- タイゲトス山
- エラフォニソス島

### 主要な都市
県北西部に位置する県都スパルティ（人口約1万5000人）が県最大の都市である。ラコニア湾に面した港湾都市ギティオ（人口約4500人）がこれに次ぐ。
人口3000人以上の都市には以下がある（人口はいずれも2001年国勢調査）。
- スパルティ（スパルティ市スパルティ地区） - 14,817人
- ギティオ（英語版）（東マニ県ギティオ地区） - 4,489人
- モライ（英語版）（モネンヴァシア市モライ地区） - 3,021人

中世には、スパルティ西方のミストラスや、東南部エーゲ海側の港町モネンヴァシアがこの地域の中心であったが、それらの都市としての繁栄はいずれも過去のものとなり、観光地としての新たな賑わいを得ている。モネンヴァシアは現在も自治体（ディモス）に名を残しているが、中心地は中世以来のモネンヴァシアとは別の地区に移っている。
- スパルティ市街と古代スパルタの遺跡
- ギティオ
- モネンヴァシア

## 歴史
古代のラコニア県の地域は、都市国家スパルタの領地であった。古典時代を経て、スパルタは現在のメッシニア県にも勢力を拡大した。しかし、住民はヘイロータイとされ、永久的に奴隷の身分とされた。その後数々の戦乱を経て、紀元前2世紀の初めに共和政ローマの支配下に入った。ローマ帝国が東西に分裂した395年からは、東ローマ帝国の統治領となった。
第4回十字軍の東ローマ侵攻を受けて、ラコニアの地域はモレアス専制公領の領土となった。その後ラコニアはオスマン帝国に支配されたが、マニ半島の地域の住民には自治権が与えられた。
ギリシャ独立戦争（1821年 - 1830年）によりギリシャ王国が建国されると、この地域はギリシャの領土となり、ラコニア県が設置された。1834年に建設されたスパルティが県都となり、農業や経済の発展がもたらされた。1864年には、イギリスの保護国であったイオニア諸島合衆国の解体を受け、エラフォニソス島がラコニア県に編入された。この島は15世紀からナポレオン戦争まで、ヴェネツィア共和国による支配を受け続けた島であった。
第二次世界大戦とギリシャ内戦の後には、ラコニア県からギリシャの大都市や海外へ、人口が流出した。
1992年には山火事が発生した。また、2006年には洪水が発生し、被害を受けた。

## 社会

### 産業
エヴロタス川流域は農業地帯であり、オレンジやオリーヴなどの柑橘園や、牧草地が広がっている。ラコニア県はギリシャ有数のオレンジの生産地となっている。スパルティ郊外のアミクレスには、「ラコニア」というオレンジジュースを生産する工場も立地している。

## 行政区画

ラコニア県

### 市（ディモス）
ラコニア県は、以下の自治体（ディモス、市）から構成される。人口は2001年国勢調査時点。
|   | 自治体名       | 綴り           | 政庁所在地          | 面積 Km² | 人口   |
| - | -------------- | -------------- | ------------------- | -------- | ------ |
| 1 | スパルティ     | Σπάρτη         | スパルティ (el)     | 1,189.8  | 38,079 |
| 2 | 東マニ         | Ανατολική Μάνη | ギティオ (el)       | 621.6    | 17,157 |
| 3 | エラフォニソス | Ελαφόνησος     | エラフォニソス (el) | 20.0     | 745    |
| 4 | エヴロタス     | Ευρώτας        | スカラ (en)         | 865.3    | 19,803 |
| 5 | モネンヴァシア | Μονεμβασία     | モライ (el)         | 947.0    | 23,853 |

### 旧自治体（ディモティキ・エノティタ）

ラコニア県の旧自治体（1999年 - 2010年）

カリクラティス改革（2010年）以前の広域自治体（ノモス）としてのラコニア県は、以下の22の基礎自治体（20のディモス、1つのキノティタ）から構成されていた。改革後、旧自治体は新自治体（ディモス）を構成する行政区（ディモティキ・エノティタ）となっている。
下表の番号は右図と対応している。「旧自治体名」欄で※印を付したものはキノティタ、それ以外はディモス。「政庁所在地」欄で太字になっているものは、新自治体の政庁所在地となったものを示す。
|    | 旧自治体         | 綴り           | 政庁所在地               | 新自治体       |
| -- | ---------------- | -------------- | ------------------------ | -------------- |
| 1  | スパルティ       | Σπάρτη         | スパルティ               | スパルティ     |
| 2  | 東マニ           | Ανατολική Μάνη | コトロナス               | 東マニ         |
| 3  | アソポス         | Ασωπός         | パパディアニカ           | モネンヴァシア |
| 4  | ヴィエス         | Βοιές          | ネアポリ (fr)            | モネンヴァシア |
| 5  | ゲロントレス     | Γερόνθρες      | ゲラキ (el)              | エヴロタス     |
| 6  | ギティオ         | Γύθειο         | ギティオ                 | 東マニ         |
| 7  | エロス           | Έλος           | ヴラヒオティス           | エヴロタス     |
| 8  | ザラカス         | Ζάρακας        | リヘア                   | モネンヴァシア |
| 9  | テラプネス       | Θεράπνες       | ゴリツァ (el)            | スパルティ     |
| 10 | クロケエス       | Κροκεές        | クロケエス               | エヴロタス     |
| 11 | モライ           | Μολάοι         | モライ                   | モネンヴァシア |
| 12 | モネンヴァシア   | Μονεμβασία     | モネンヴァシア (el)      | モネンヴァシア |
| 13 | ミストラス       | Μυστράς        | マグラ (el)              | スパルティ     |
| 14 | ニアタ           | Νιάτα          | アイオス・ディミトリオス | エヴロタス     |
| 15 | イヌンダス       | Οινούντας      | セラシア (el)            | スパルティ     |
| 16 | イティロ         | Οίτυλο         | アレオポリ (el)          | 東マニ         |
| 17 | ペラナ           | Πέλλανα        | カストリオ               | スパルティ     |
| 18 | スカラ           | Σκάλα          | スカラ                   | エヴロタス     |
| 19 | スミノス         | Σμύνος         | アイオス・ニコラオス     | 東マニ         |
| 20 | ファリス         | Φάρις          | クシロカンビ             | スパルティ     |
| 21 | エラフォニソス ※ | Ελαφόνησος     | エラフォニソス           | エラフォニソス |
| 22 | カリエス ※       | Καρυές         | カリエス                 | スパルティ     |

- Διοικητική διαίρεση νομού Λακωνίας - ラコニア県の自治体・集落一覧（1999年 - 2010年）

### 郡（エパルヒア）
県には以下の郡（エパルヒア）があったが、2006年以降法的な位置づけは行われていない。
| 郡名                        | 綴り             | 中心地     |
| --------------------------- | ---------------- | ---------- |
| エピダヴロス・リミラ郡 (en) | Επιδαύρου Λιμηρά | モライ     |
| ギティオ郡 (en)             | Γυθείο           | ギティオ   |
| ラケダエモニア郡 (en)       | Λακεδαιμονία     | スパルティ |
| イティロ郡 (en)             | Οιτύλο           | アレオポリ |

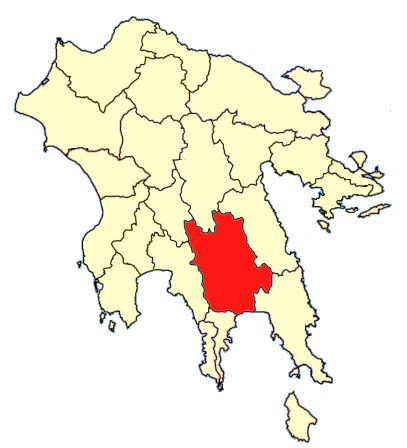
ラケダエモニア郡
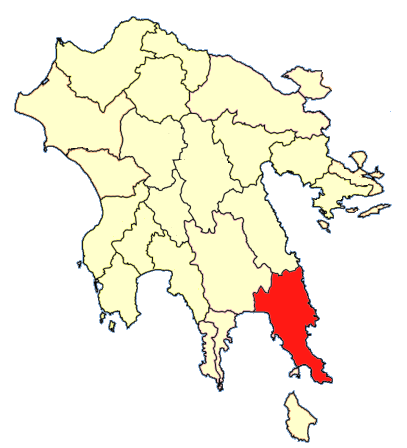
エピダヴロス・リミラ郡
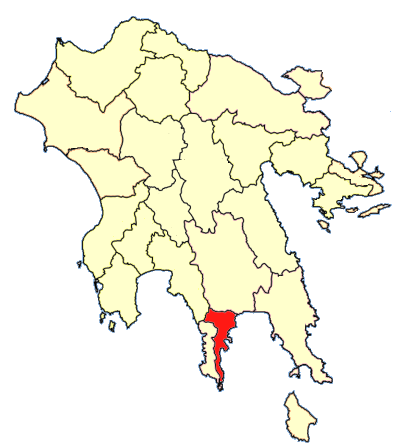
ギティオ郡
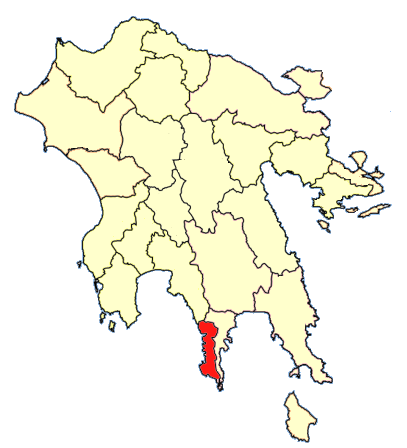
イティロ郡

## 人口推移
| 年   | 人口（人） | 増減          |
| ---- | ---------- | ------------- |
| 1907 | 87,106     | -             |
| 1991 | 95,696     | +8,590/+9.86% |
| 2001 | 94,918     | - 771/-0.81%  |

## 交通

### 道路
北のトリポリ（アルカディア県）方面および西のカラマタ（メッシニア県）方面に幹線道路が整備されている。メッシニア方面には、タイゲトス山脈越えの道と、南下してマニ半島のイティロ方面を経由する道の、2つのルートがある。
欧州自動車道路
- E961号線 (European route E961)  :　〔トリポリ〕 - スパルティ - ギティオ

主要な自動車道路
- GR-37号線  (Greek National Road 37)  : 〔トリポリ〕 - スパルティ - ギティオ - アレオポリ
- GR-39号線  (Greek National Road 39)  : 〔トリポリ〕 - スパルティ - ギティオ
- GR-82号線  (Greek National Road 82)  : 〔… - カラマタ〕 - スパルティ
- GR-86号線  (Greek National Road 86)  : ギティオ - モネンヴァシア

### 空港
- スパルティ飛行場  (Sparti Airport) （軍用）

### 港湾
- ギティオ港 （東マニ市）
- ネアポリ港 （モネンヴァシア市）
- モネンヴァシア港 （モネンヴァシア市）

## 文化・観光
中世の都市遺跡ミストラス（スパルティ市）は世界遺産に登録されている。
ラコニア県の南西にあるアレオポリの南には、ディルと呼ばれる鍾乳洞 (el:Σπήλαιο Γλυφάδα Διρού) があり、観光地の一つとなっている。
英語で「簡潔な」を意味する" laconic "という単語（例：ラコニック・フレーズ）は、この地域の名称に由来する。話が簡潔であった古代スパルタ人のように話す人を、アテナイ人が喩えたことから生まれたのである。
- ミストラス
- ディルの鍾乳洞
- モネンヴァシア

## マスメディア

### ラジオ
- FLY FM 89.7 - http://www.flyradio.gr
- Lakonia FM
- Politeia FM
- Radio Sparti
- Radiofonias Notias Lakonias
- Star FM

### テレビ
- Ellada TV
- TV Notias Lakonias

### 新聞
- Λακωνικός Τύπος
- Ελεύθερη Άποψη
- Νέα Σπάρτη
- Παρατηρητής της Λακωνίας